# Права Црна Гора (странка)
Права Црна Гора (ПЦГ) је ванпарламентарна политичка странка у Црној Гори. Основана је почетком 2018. године. Припада политичкој десници и заступа идеологију националног конзервативизма. Залаже се за неговање традиционалних друштвених и политичких вриједности, са посебним нагласком на неговању изворних државотворних традиција Црне Горе из времена династије Петровића Његоша. Такође се залаже за неговање регионалних традиција свих историјских области које улазе у састав данашње Црне Горе, те стога блиско сарађује са разним локалним покретима и организацијама. Заступа политику војне неутралности и противи се чланству Црне Горе у НАТО пакту. Међу спољнополитичке приоритете Црне Горе сврстава развој што ближих односа са Србијом и Републиком Српском, а такође се залаже за обнову традиционалних веза са Русијом. Активно сарађује са другим опозиционим странкама у циљу промјене режима у Црној Гори. Предсједник странке је Марко Милачић.

## Учешће на изборима
На предсједничким изборима који су у Црној Гори одржани у априлу 2018. године, странка је кандидовала свог предсједника Марка Милачића, који је освојио 9405 гласова (2,81%). На локалним изборима у Црној Гори, који су одржани у мају исте године, странка је самостално или у коалицији са другим странкама освојила одборничка мјеста у Пљевљима, Даниловграду и Бару. У склопу сарадње на локалном нивоу, странка је успоставила блиске односе са регионалним странкама и организацијама као што су Покрет за Пљевља, и Српска странка.

## Однос према националном питању
Као странка, ПЦГ нема национални, односно етнички предзнак, нити је у програмском смислу фокусирана на било коју националну, односно етничку заједницу у Црној Гори. Међутим, у политичкој пракси, поједини лидери ПЦГ често иступају у јавности поводом разних питања која се односе на статус Срба у Црној Гори, указујући на изразито неповољан положај српског народа у тој држави. Посебну пажњу јавности привукли су ставови појединих функционера ПЦГ о националном питању, што се у првом реду односи на амбивалентне ставове Марка Милачића о односу између црногорства и српства. Његови ставови о наводној истовјетности поменутих појмова наишли на критике са обије стране. Тим поводом је у разним приликама указивано на Милачићеву уопштену и неодређену употребу вишезначне црногорске одреднице, усљед чега су његови ставови били доживљавани као двосмислени, па чак и неискрени. Упркос честим критикама и захтјевима да појасни своје ставове, Милачић је наставио да вишезначну црногорску одредницу у својим јавним иступима употребљава без конкретног одговора на питање, да ли тај појам у склопу својих излагања о националним односима употребљава у регионалном или националном, односно етничком значењу. Сва та питања су привукла посебну пажњу јавности због тога што се Милачић, према сопственим ријечима, на пописима становништва није изјашњавао као Србин, већ као Црногорац по националности, а уз то је у вријеме референдума (2006) активно подржавао опцију за независност Црне Горе, тако да су његове накнадне просрпске изјаве дочекане са опрезом и сумњом. Уочивши раскорак између Милачићевих дјела (изјашњавање на пописима, гласање на референдуму) и потоњих просрпских изјава, његови политички супарници и противници су у разним приликама покретали питање о природи његове политичке дјелатности међу Србима у Црној Гори. Преломну тачку о том питању означило је Милачићево јавно указивање на значај пописа који ће у Црној Гори бити спроведен 2021. године, након чега се поставило питање, да ли ће се и он сам на том попису изјаснити као Србин, или поново као Црногорац у националном смислу.

## Однос према црквеном питању
Представници ПЦГ су у неколико наврата исказивали критички однос према мијешању државних органа Црне Горе у рјешавање спорова између појединих вјерских заједница, што се у првом реду односи на спор између неканонских православних цркава и канонске Српске православне цркве у Црној Гори. Тим поводом, представници ПЦГ су осудили сврставање државних власти уз једну (неканонску) страну у поменутом спору, а такође су исказали и протест против рестриктивних мјера државних власти према представницима и установама Српске православне цркве. Након ескалације црквеног питања средином 2019. године, Марко Милачић је као предсједник ПЦГ заузео знатно оштрији став не само према мијешању државних званичника у вјерске спорове, већ и према самим неканонским организацијама које су настојале да поменуте спорове, управо уз помоћ државних структура, ријеше у своју корист. Оштрину Милачићевих ставова, који су изречени у његовим директним обраћањима Милу Ђукановићу и Мирашу Дедеићу, накнадно је ублажило Предсједништво ПЦГ, које се заложило за предузимање додатних напора у циљу "релаксације и истинског помирења и разумијевања у оквиру православног народа, од чега доминантно зависи будућност и стабилност Црне Горе".